# Вівсянка сокотрійська
Вівсянка сокотрійська (Emberiza socotrana) — вид горобцеподібних птахів родини вівсянкових (Emberizidae).

## Поширення
Ендемік острова Сокотра (Ємен), де він відомий з дуже небагатьох місцевостей. У високогір'ї є записи цього виду з п'ятнадцяти місцевостей у період розмноження. Чисельність виду оцінюється у 2500 дорослих птахів.